# Algerische Beachhandball-Nationalmannschaft der Frauen
Die algerische Beachhandball-Nationalmannschaft der Frauen repräsentiert den algerischen Handballverband als Auswahlmannschaft Algeriens auf internationaler Ebene bei Länderspielen im Beachhandball.
Eine als Unterbau fungieren die Nationalmannschaft der Juniorinnen wurde bislang noch nicht gegründet. Das männliche Pendant ist die Algerische Beachhandball-Nationalmannschaft der Männer.

## Geschichte
Die algerische Beachhandball-Nationalmannschaft der Frauen wurde für erstmals die ersten Mediterranean Beach Games 2015 aufgestellt, wo sie den letzten Platz unter sechs teilnehmenden Nationen belegten. Damit war die algerische Nationalmannschaft erst die zweite Frauenmannschaft im Beachhandball nach der Mannschaft Tunesiens aus Afrika.
Es dauerte bis zu den African Beach Games 2019 im Santa Maria Beach Park auf der kapverdischen Insel Sal, dass es erneut zu einer Aufstellung einer Mannschaft kam. Der Kader setzte sich aus Hallen-Nationalspielerinnen zusammen, die im selben Jahr auch an den Afrikaspielen teilnahmen. Das Turnier war das erste in der dieser Sportart, das in Afrika für Nationalmannschaften ausgerichtet wurde. Die Algerierinnen spielten ein ausgeglichenes Turnier mit Siegen über Kenia und Sierra Leone einerseits und Niederlagen gegen erfahrenste Mannschaft des Kontinents aus Tunesien und die Gastgeber aus Kap Verde andererseits. Am Ende belegten sie den dritten Platz in der als Liga ausgetragenen Meisterschaft und gewannen die Bronzemedaille.

## Teilnahmen
| World Games - 2001: nicht eingeladen - 2005: nicht eingeladen - 2009: nicht eingeladen - 2013: nicht qualifiziert - 2017: nicht qualifiziert - 2022: nicht qualifiziert | World Beach Games - 2019: nicht qualifiziert - 2023: nicht qualifiziert African Beach Games - 2019: 3. - 2023: Mediterranean Beach Games - 2015: 6. - 2019: nicht teilgenommen - 2023: | Weltmeisterschaften - 2001: ausgefallen - 2004: nicht qualifiziert - 2006: nicht qualifiziert - 2008: nicht qualifiziert - 2010: nicht qualifiziert - 2012: nicht qualifiziert - 2014: nicht qualifiziert - 2016: nicht qualifiziert - 2018: nicht qualifiziert - 2020: nicht qualifiziert, abgesagt - 2022: nicht qualifiziert |

- MBG 2015: Fatiha Belkhir • Imen Samia Widad Ben Hamada • Imene Benomari • Chahinez Chikr • Amira Fried • Kahina Haliche • Sihem Hammoum • Tassadit Ould Taleb • Nour El Houda Senouci[6]

- ABG 2019: Sarah Aït-Habib • Feriel Belouchrani • Yamina Bensalem • Fatiha Haimer • Sihem Hemissi • Kenza Makhloufi • Tina Salhi • Lina Slimani • Sylia Zouaoui[7]